# 卡隆佐·穆西约卡

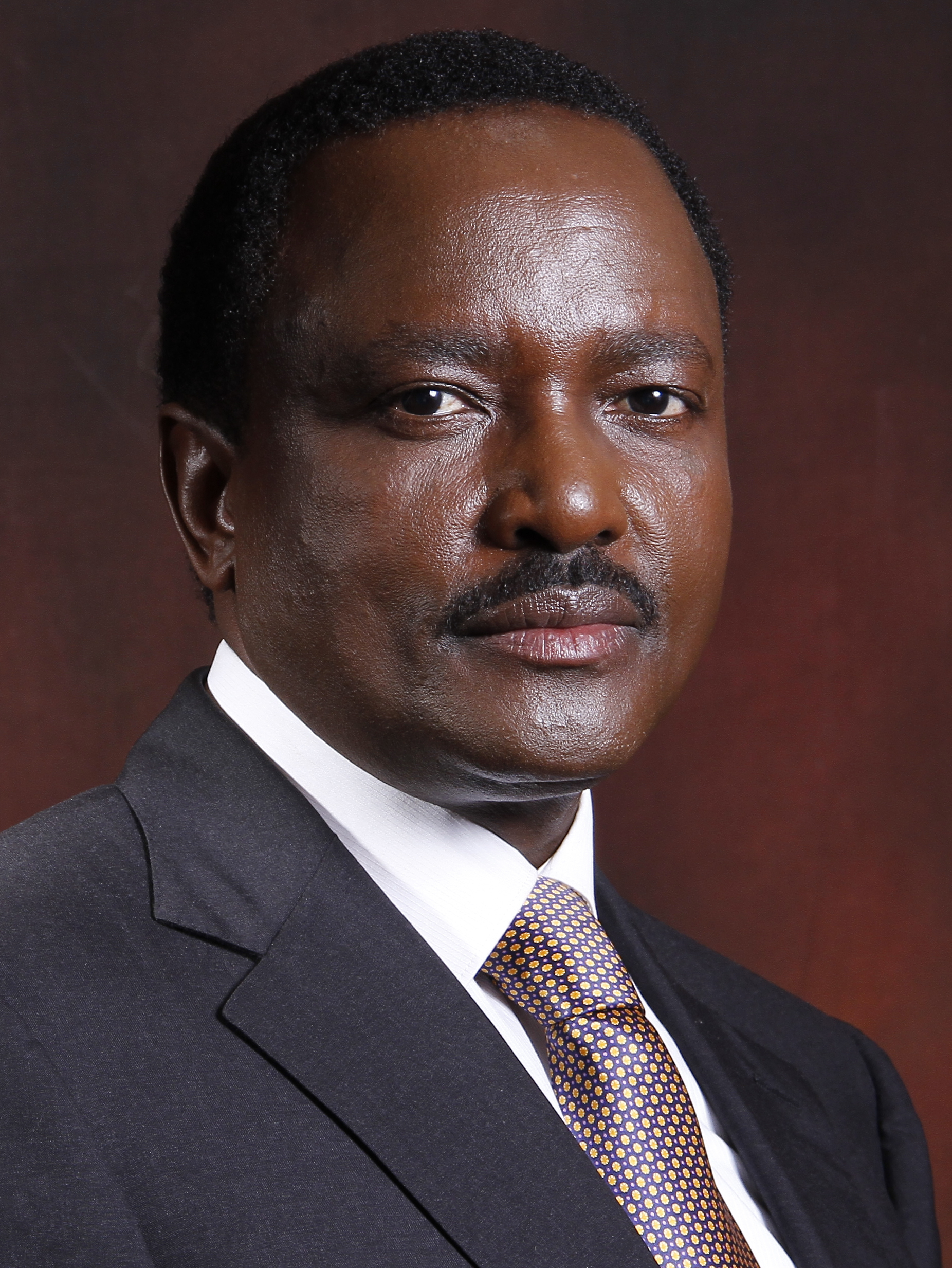
卡隆佐·穆西约卡

卡隆佐·穆西约卡（1953年12月24日—）,坎巴人（页面存档备份，存于） [1]，肯尼亚政治人物，前任肯尼亚副总统。

## 生平
1977年，毕业于内罗毕大学，获得法律学士学位。1993年至1998年，担任肯尼亚外交部长。2003年至2004年，再次担任外交部长。2004年至2005年，担任肯尼亚环境部长。